# Silvia Monelli
Silvia Monelli, all'anagrafe Carmela Scimonelli (Messina, 6 settembre 1932 – Roma, 27 gennaio 2021), è stata un'attrice, doppiatrice e direttrice del doppiaggio italiana.

## Biografia
Allieva di Orazio Costa all'Accademia nazionale d'arte drammatica a Roma negli anni '50, dopo il diploma iniziò la sua carriera nel teatro e successivamente nella prosa radiofonica e televisiva della Rai. 
Interprete di film (al suo esordio venne diretta da Vittorio De Sica nel 1963) e sceneggiati televisivi (dal 1965, con Anton Giulio Majano), divenne conosciuta soprattutto per la sua partecipazione allo sceneggiato Il segno del comando, del 1971, dove interpretò il ruolo della signora Giannelli. Nel 1973 fu tra le protagoniste, con Maria Monti e Paola Mannoni, dell'originale di prosa Gendarmi si nasce, tratto da Marcel Achard e diretto da Carlo Lodovici. Apparve per l'ultima volta sul grande schermo nel 1974.
Negli anni sessanta iniziò la sua attività nel doppiaggio di telefilm, cartoni animati e telenovele, lavorando successivamente come addetta all'adattamento di dialoghi e direttrice del doppiaggio di numerosi film. Nel 1975 presentò in TV, dagli studi di Torino, il corso integrativo di lingua inglese Aspects on American Life.

## Filmografia parziale

### Cinema
- Adelina, episodio di Ieri, oggi, domani, regia di Vittorio De Sica (1963)
- Amore e vita, episodio di Amore in 4 dimensioni, regia di Jacques Romain (1964)
- Acquasanta Joe, regia di Mario Gariazzo (1971)
- Il coltello di ghiaccio, regia di Umberto Lenzi (1972)
- Il domestico, regia di Luigi Filippo D'Amico (1974)

### Televisione
- David Copperfield, regia di Anton Giulio Majano (1965)
- La donna di quadri, regia di Leonardo Cortese (1968)
- Gulliver, regia di Carla Ragionieri (1969)
- Nero Wolfe, epis. Il pesce più grosso, regia di Giuliana Berlinguer (1969)
- Le terre del Sacramento, regia di Silverio Blasi (1970)
- Il segno del comando, regia di Daniele D'Anza (1971)
- Nero Wolfe, epis. Sfida al cioccolato, regia di Giuliana Berlinguer (1971)
- Qui squadra mobile, regia di Anton Giulio Majano (1973)
- Quello della porta accanto, regia di Stefano De Stefani (1975)
- Rosso veneziano, regia di Marco Leto (1976)

## Teatro
- Un cappello pieno di pioggia di Michael V. Gazzo, regia di Luigi Squarzina, Perugia, Teatro Morlacchi, 9 ottobre 1956.
- I diari di Pier Benedetto Bertoli, regia di Alberto Bonucci, Milano, Teatro Nuovo, 3 maggio 1959.
- Aveva due pistole con gli occhi bianchi e neri scritto e diretto da Dario Fo, Milano, Teatro Odeon, 2 settembre 1960.
- La pulce nell'orecchio di Georges Feydeau, regia di Luigi Squarzina, Genova, Sala Eleonora Duse, 14 ottobre 1966.
- Non si sa come di Luigi Pirandello, regia di Luigi Squarzina, Genova, Sala Eleonora Duse, 17 dicembre 1966.
- Affabulazione di Pier Paolo Pasolini, regia di Vittorio Gassman, Teatro Tenda di Roma, 11 novembre 1977.

## Prosa televisiva Rai
- M.T. Milizia territoriale di Aldo De Benedetti, regia di Claudio Fino, trasmessa il 15 gennaio 1960.
- La pulce nell'orecchio di Georges Feydeau, regia di Luigi Squarzina, trasmessa nel 1967.
- Il vecchio bizzarro di Carlo Goldoni, regia di Carlo Lodovici, trasmessa nel 1969.
- Tutta la verità di Philip Mackie, regia di Claudio Fino, trasmessa dal Programma nazionale il 25 novembre 1969.
- Gendarmi si nasce di Marcel Achard, regia di Carlo Lodovici, trasmessa il 17 agosto 1973.
- I mariti di Achille Torelli, regia di Antonio Calenda, trasmessa nel 1974.
- Costanza di Somerset Maugham, regia di Carlo Lodovici, trasmessa l'11 giugno 1976.
- I diari di Pier Benedetto Bertoli, regia di Dino Partesano, trasmessa il 25 gennaio 1977.
- Chicchignola di Ettore Petrolini, regia di Maurizio Scaparro, trasmessa nel 1977.

## Prosa radiofonica Rai
- La doppia incostanza, commedia di Pierre de Marivaux, regia di Luciano Mondolfo, trasmessa il 19 dicembre 1963

## Doppiaggio
- Maggie Smith in Quartet
- Dinah Christie in Il supermercato più pazzo del mondo
- Cathryn Damon in Webster
- Morgan Fairchild in Il profumo del successo
- Joana Fomm in Dancin' Days
- Tereza Raquel in Vite rubate
- Ellen Travolta in Jenny e Chachi